# Casacanditella
Casacanditella är en ort och kommun i provinsen Chieti i regionen Abruzzo i Italien. Kommunen hade 1 250 invånare (2018).